# 이나다 도모미
이나다 도모미(일본어: 稲田朋美, 1959년 2월 20일 ~ )는 일본의 변호사, 정치인이다. 1981년 3월 와세다 대학 법학사. 1982년 사법시헙 합격, 사법연수소 37기.
2016년 8월 3일 개각에서, 아베 신조 총리의 핵심 측근이자 대표적인 극우 인사인 이나다 도모미 자민당 정무조사회장이 일본 역사상 2번째 여성 방위상으로 임명되었다. 아베 정부는 일본 역사상 가장 극우 성향의 정부라는 평가를 받고 있는데, 아베 신조 총리보다 더욱 극우 성향이며, '여자 아베'라는 별명을 갖고 있다. 5선 중의원이다. 2005년 제44회 일본 중의원 의원 총선거에서 당선되어 2021년까지 내리 당선되었고 지역구는 후쿠이현 제1구이다.

## 관련 뉴스
도모미는 망사 스타킹을 즐겨 신어 일본에서는 '망사의 여왕'으로도 불리고 있다. 안경도 좋아해 시력이 좋지만 다양한 디자인의 안경을 가지고 있다.
2010년 나는 일본을 지키고 싶다(私は日本を守りたい)라는 제목의 책을 펴내면서, 총리감으로 인식되기 시작했다.
2015년 3월 25일, 도쿄에서 열린 한 강연에서 "정치인이라면 최종 목표를 총리에 둬야한다"고 말했다.
2016년 2월 17일, 도내 기업 여성 간부들이 주최한 한 친목 행사에 참석한 아베 총리는, 동석한 이나다 정조회장과 모리 마사코 저출산·소비자 담당 장관을 가리키면서 "두 사람 모두 미래에 자민당의 지도자로서 총리 후보"라고 말했다.
2016년 7월 18일, '국제여성비지니스회의'라는 민간단체 주최로 "일본에 여성 총리는 언제 탄생할 것인가"라는 주제의 행사에서, 이나다 정조회장은 최근 영국에서 테리사 메이 총리가 취임한 사실과 미국에서 힐러리 클린턴이 미국 민주당 대선 후보가 된 것 등을 거론하면서 일본에서도 여성총리가 탄생할 수 있다는 점을 강조했다.
2011년 8월, 독도는 일본땅이라며 한국에 입국하려다 입국불허를 받았다. 규제개혁 담당대신이었던 이나다 도모미 의원은 여성변호사로 일본의 전쟁 책임을 비난하는 언론사나 기자를 제소하는 각종 소송에서 원고 측 변호인으로 활동해왔다.

## 역사 부정
일본군 위안부 문제에 대해 “강제성이 없었다”고 말했다. 그녀는 2012년 미국 뉴저지주 지역 신문에 아베 신조 총리, 마쓰노 히로카즈 자민당 중의원과 함께 일본군 위안부의 강제성을 부정하는 광고를 실어 극우적 사상을 드러내었다.
총리의 야스쿠니 신사 참배에 대해서는 “총리의 신사 참배를 저지하려는 배은망덕한 이들은 도덕·교육 등을 논할 자격이 없다”라고 발언했다.

## 역대 선거 결과
|  | 33.40% |

|  | 49.97% |

|  | 52.60% |

|  | 64.84% |

|  | 57.34% |

|  | 65.46% |